# Shane Robinson
Shane Michael Robinson (né le 30 octobre 1984 à Tampa, Floride, États-Unis) est un ancien voltigeur des Ligues majeures de baseball.

## Carrière

### Cardinals de Saint-Louis
Joueur des Seminoles de l'Université d'État de Floride à Tallahassee, Shane Robinson est un choix de cinquième ronde des Cardinals de Saint-Louis en 2006.
Il fait ses débuts dans le baseball majeur avec les Cardinals le 7 mai 2009. Le 10 mai suivant, il réussit son premier coup sûr au plus haut niveau face à Jared Burton, un lanceur des Reds de Cincinnati. Robinson dispute 11 parties pour Saint-Louis en 2009 avant de passer la saison 2010 dans les ligues mineures avec le club-école de Memphis dans la Ligue de la côte du Pacifique.
Il joue 9 parties pour les Cardinals en 2011 avant d'amorcer la saison 2012 avec le grand club. Le 8 avril 2012 à Milwaukee, Robinson frappe son premier circuit dans les majeures aux dépens du lanceur John Axford des Brewers. En 102 parties jouées en 2012, il réussit 3 circuits, produit 16 points et maintient une moyenne au bâton de ,253.
En 2013, Robison frappe pour ,250 avec deux circuits et 16 points produits en 99 matchs de saison régulière des Cardinals. Après avoir fait à l'automne 2012 ses débuts en éliminatoires, il récolte son premier coup sûr en matchs d'après-saison le 15 octobre 2013 : un circuit comme frappeur suppléant aux dépens de J. P. Howell des Dodgers de Los Angeles dans le 4e match de la Série de championnat de la Ligue nationale. Trois jours plus tard, dans le 6e et dernier match de la série face aux Dodgers, Robinson obtient son premier départ en éliminatoires et produit 2 points pour terminer la finale de la Ligue nationale avec 3 coups sûrs en sept et 3 points produits en 3 matchs. Il ajoute deux coups sûrs en Série mondiale 2013, perdue par Saint-Louis devant Boston.
En 2014, Robinson ne frappe que 9 coups sûrs en 47 matchs et affiche une faible moyenne de ,150 lorsqu'une blessure à l'épaule subie à Pittsburgh le 25 août met fin à sa saison.

### Twins du Minnesota
Robinson maintient une moyenne au bâton de ,250 en 83 matchs joués en 2015 pour les Twins du Minnesota.

### Indians de Cleveland
Il signe un contrat des ligues mineures avec les Indians de Cleveland le 19 novembre 2015.